# Vilém Mathesius
Vilém Mathesius (Pardubice, 3 agosto 1882 – Praga, 12 aprile 1945) è stato un linguista ceco.
Nel 1912 è stato il primo professore di lingua inglese presso l'Università Carolina di Praga. 
Nel 1926 fonda il Circolo linguistico di Praga, meglio noto come Scuola di Praga, e ne rimane il presidente fino al 1945, anno della sua morte.
Dopo la sua morte gli è stato dedicato il Vilém Mathesius Centre for Research and Education in Semiotics and Linguistics nell'università.

## Opere principali
- Dějiny literatury anglické I–II (Storia della letteratura inglese I–II)
- Čeština a obecný jazykozpyt (Lingua ceca e linguistica generale)
- Obsahový rozbor současné angličtiny (Analisi dei contenuti della lingua inglese)
- výbor Jazyk, kultura a slovesnost (Antologia del linguaggio, cultura ed arte poetica)
- Nebojte se angličtiny